# Czarnuszka (góra)
Czarnuszka (niem. Schwarzerberg, 562 m n.p.m.) – szczyt w środkowej części grzbietu Gór Wałbrzyskich ciągnącego się od Borowej do Czarnoty.

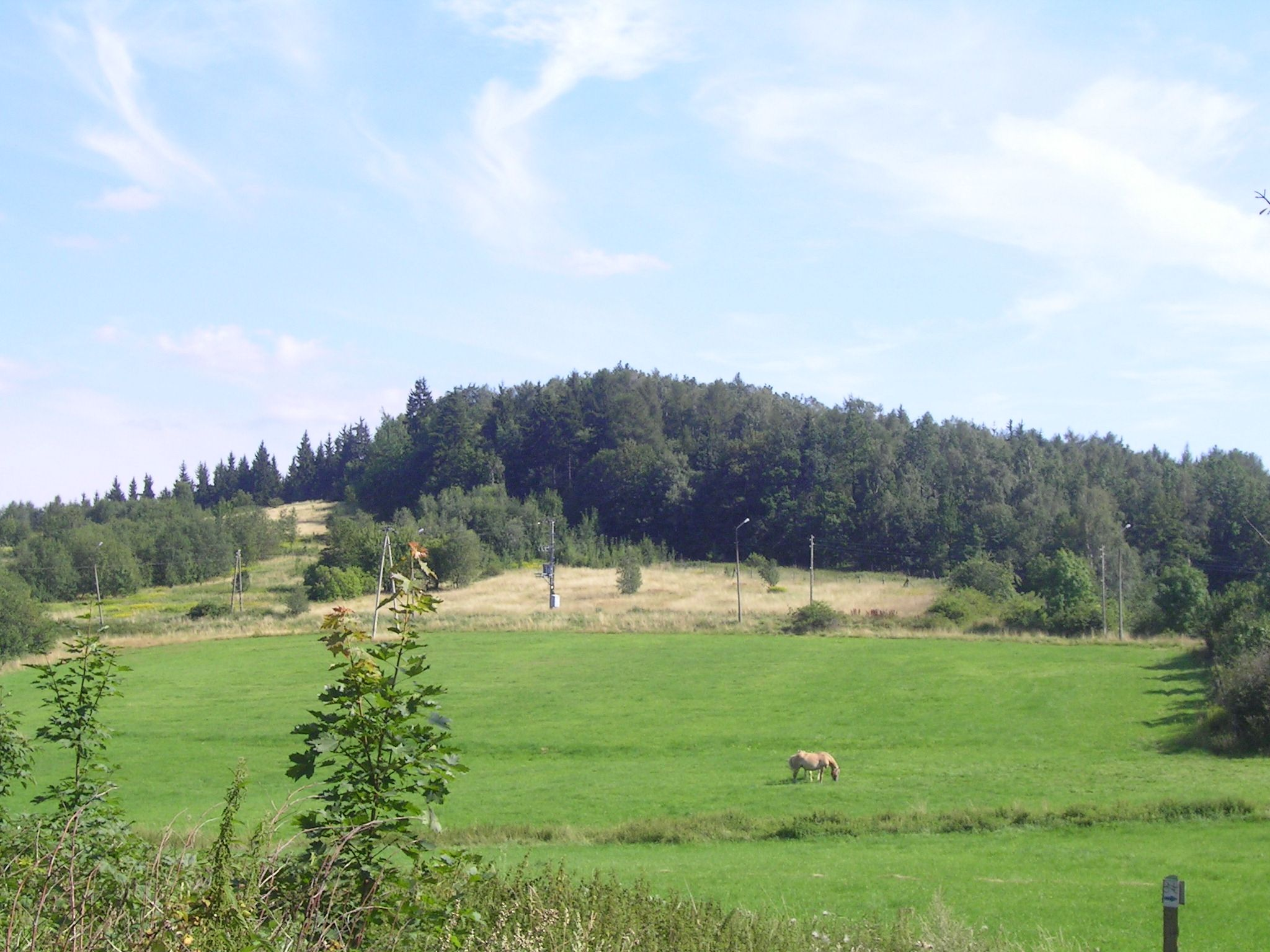
Czarnuszka – widok latem